# Castillo de La Rochefoucauld
El castillo de La Rochefoucauld (en francés: château de La Rochefoucauld) es un antiguo castillo francés de origen medieval, erigido en la antigua región del Angoumois, en la homónima comuna de La Rochefoucauld, hoy departamento de Charente. Es el castillo más imponente de Charente y una de las joyas de la arquitectura renacentista francesa.
El 23 de septiembre de 1955 fue objeto de una clasificación al título de los monumentos históricos.

## Historia

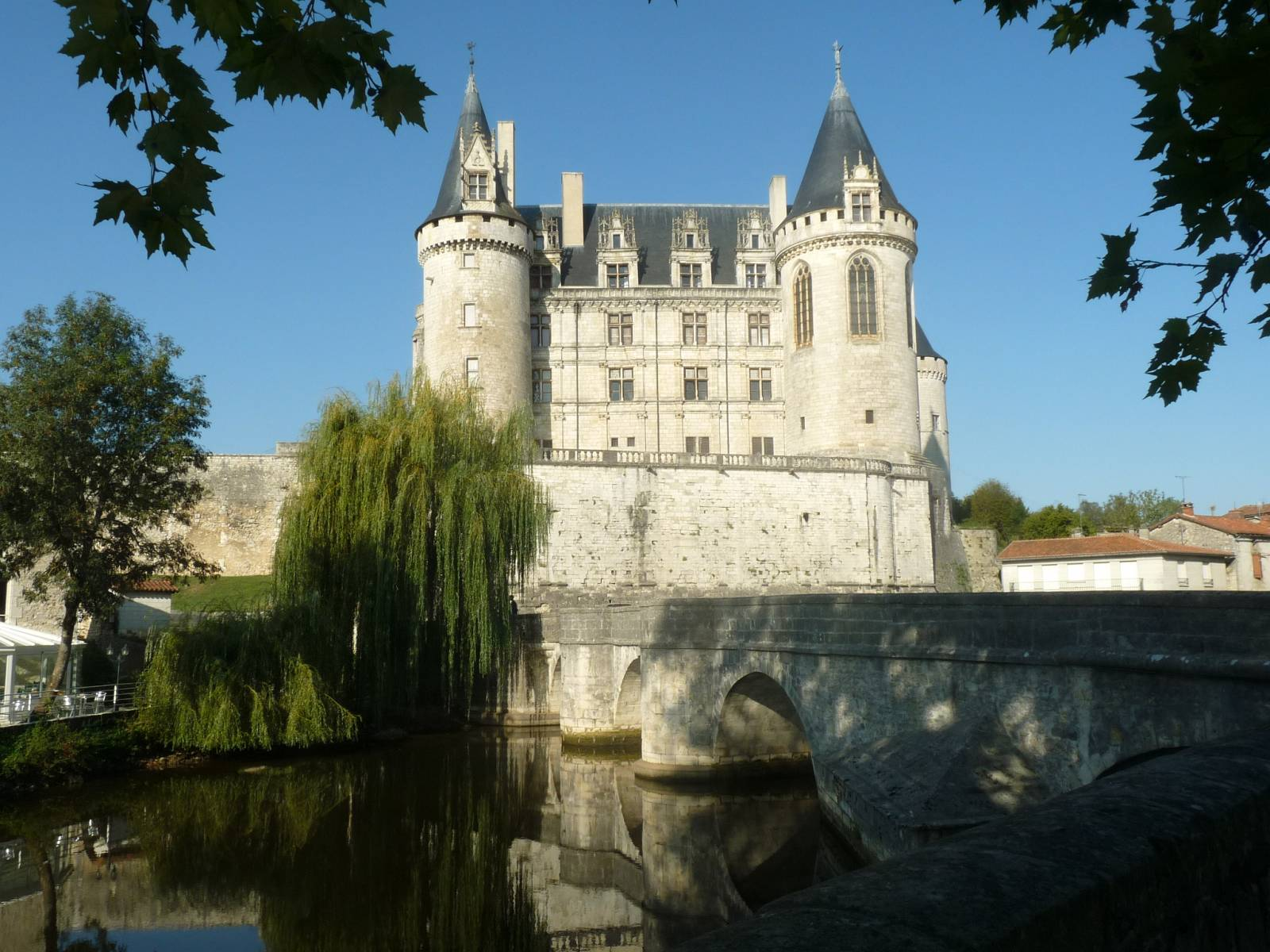
El castillo visto desde el puente sobre el Tardoire

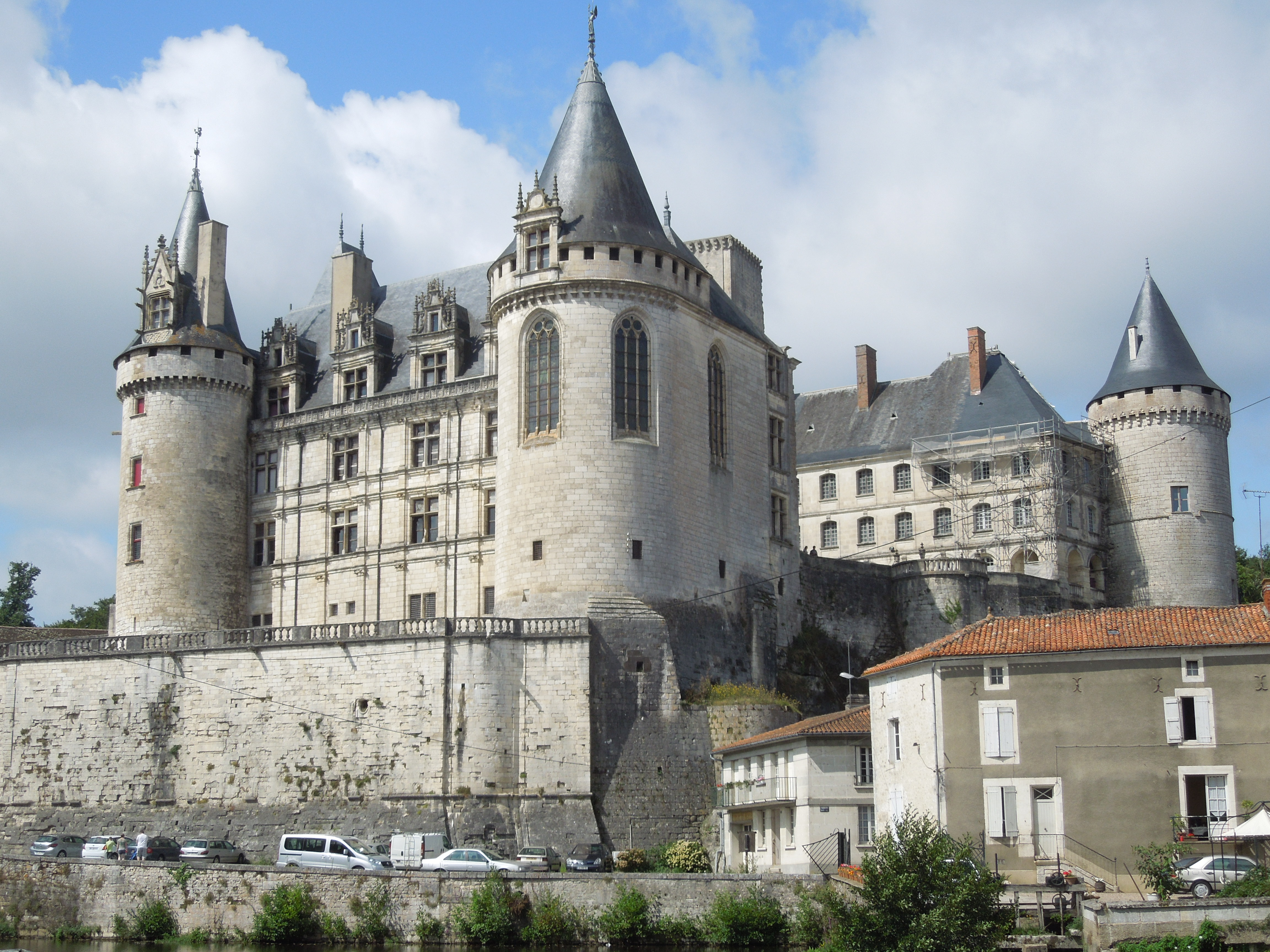
El castillo visto desde el pueblo

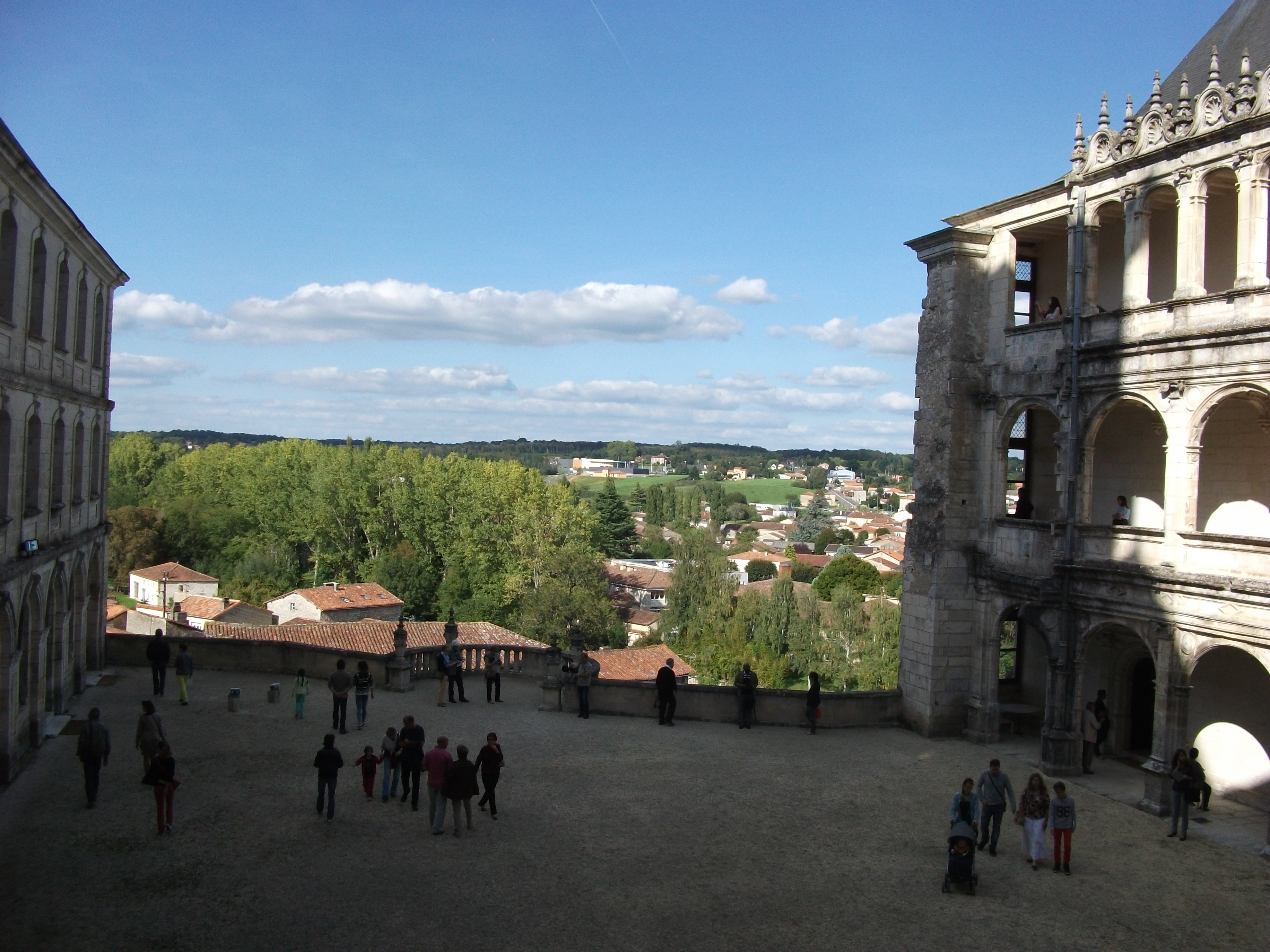
El pueblo visto desde el patio abierto del castillo

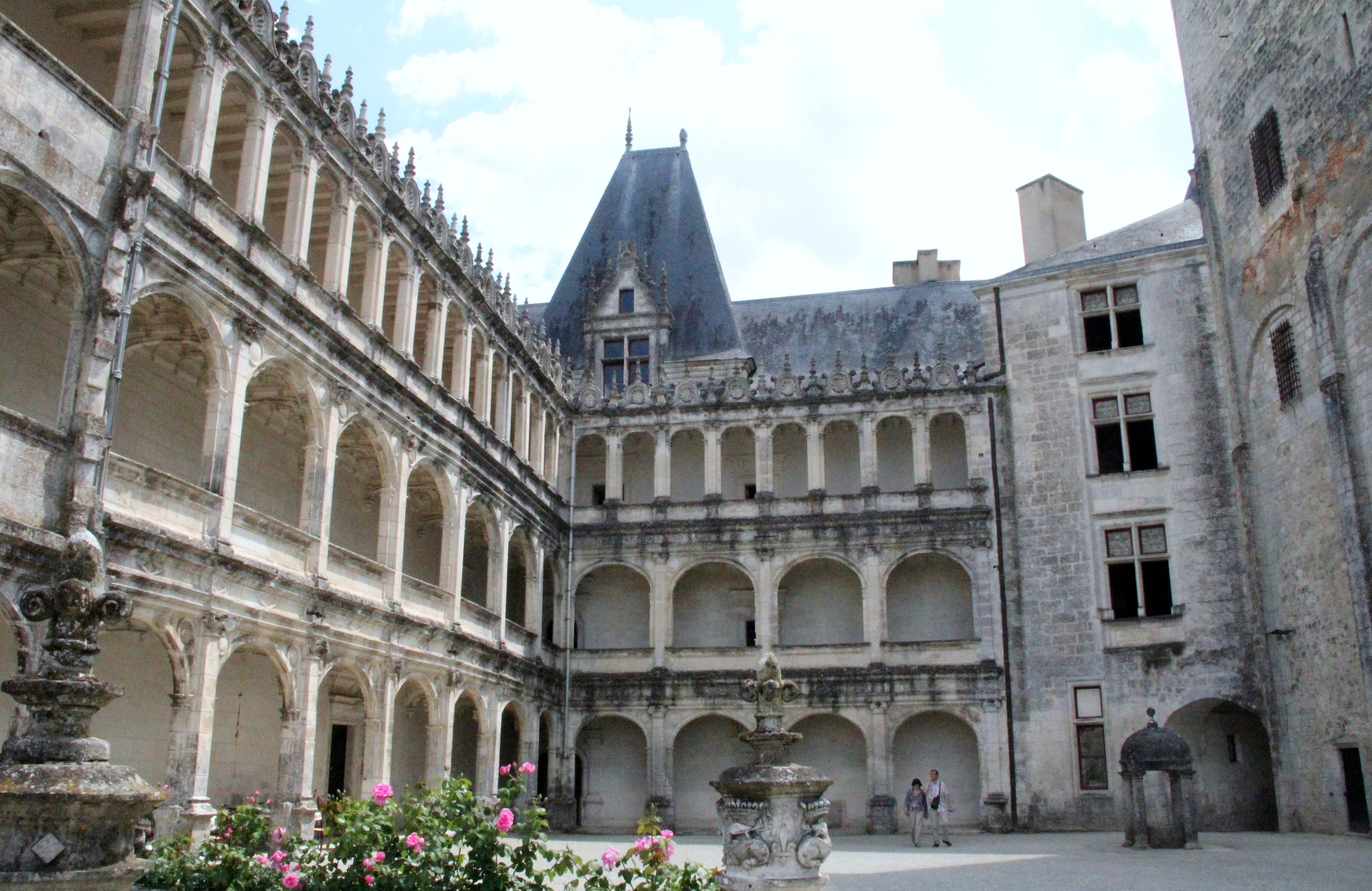
El patio con el pozo

Los obispos de Angulema habían recibido la misión de Carlos el Calvo, en el momento de las invasiones normandas, de defender las rutas principales de su diócesis. Para ello acometieron la construcción de cinco castillos: Montignac, Montbron, Montmoreau, La Rochandry y La Rochefoucauld. La guardia del castillo de la Roche tuvo que ser entonces confiada a la familia del vizconde de Limoges. Para dar al vizconde los medios necesarios para tal custodia, el feudo vizcondal comportaba los pueblos de Olérat, Taponnat, Agris, Rivières et Bourg-Budeau, en el emplazamiento de la Ciudad Baja.
En 980, Fucaldus construyó un campamento fortificado sobre el roquedo que domina el río Tardoire, cerca de un vado del camino de la sal que iba desde el océano a Limoges. Guardaba el castillo en nombre del obispo de Angulema. Ese castillo era uno de los cinco castillos construidos para bloquear los posibles rutas de invasión desde el océano.
En el siglo XI Foucauld, señor de La Roche, aparece desde 1019 en el acta de un cartulario de Uzerche. Asiste con sus hijos, su hija Ana y su yerno, Aiméry Ostafranc, primer señor de Rochechouart, a una ceremonia familiar en la que el vizconde de Limoges cede la iglesia de Nieuil a la abadía de Uzerche.
En un documento de la abadía Saint-Cybard de Angulema fechado en 1027-1030, Foucauld es descrito como un hombre muy noble: «vir nobilissimus de castrum qui vocatur Rocha». Esta apelación estaba en ese momento reservada para los descendientes de la aristocracia franca. También es la primera mención del castillo.
Este señor estaba emparentado con la dinastía franca de los vizcondes de Limoges. Fue él quien hizo construir, alrededor de 1030, los primeros 16 m del donjon, de 11,78−12,06 m de lado, con un espesor de 2,30−2,50 m provisto de contrafuertes planos de 80 cm de anchura en el medio de los lados y en las esquinas. La junta de unión entre los dos pisos del donjon es aún visible en el lado interior del castillo. Este donjon tiene una estructura similar a los construidos al mismo tiempo por el conde de Anjou, Foulques Nerra: Langeais en 994, y en Loches hacia 1030. El donjon, en su estado inicial, comprendía dos niveles:
- un primer nivel ciego de unos 10 m de altura, cuyo único acceso era una escotilla en la bóveda;
- un segundo nivel, de 5,40 m de altura, sirviendo de habitación con una ventana en el lado este y una puerta en el lado norte. La chimenea no debía existir en el momento de la construcción.

Un texto de 1109 señala la existencia de una edificación residencial apoyada contra el donjon, probablemente hecha en madera, en la que vivía el señor y su familia, es decir, su familia y sus familiares.
Hacia 1050, los bienes del vizconde de Limoges van a ser distribuidos entre las distintas ramas del linaje. Probablemente fue en ese momento cuando los descendientes de Foucauld se convertirán en señores del castillo de La Roche. Pero el feudo vizcondal se mantuvo en el vizcondado de Limoges antes de ser capturado por los condes de Angulema.
En 1059, los hijos de Foucauld, Gui y Ademar, decidieron llevar a nueve monjes de la abadía de Saint-Florent de Saumur para crear un priorato en las tierras que poseían frente al castillo. Esperaban que alrededor de este priorato se desarrollase una ciudad.
Según otras fuentes, la roca sobre la que se habría construido el primer castillo le habría sido condedida en 950 a Amaury (o Aymard), hijo de Hugues I, conde de Lusignan, y de la legendaria Melusina (Mère Lusigne) Su hijo Foucauld I sería el primera Foucauld, señor de la Roche que se convertirá en La Rochefoucauld.
Cuando los Foucauld, alentados a escondidas por el conde de Poitou, quisieron además del château de Verteuil controlar los castillos de Loubert, Chabanais y Confolens, sufrieron el ataque del conde de Angulema Bougrain II que desmanteló Verteuil en 1137 y, luego de su hijo Guillaume IV Taillefer, que saqueó el castillo de la Rochefoucauld en 1148. Probablemente fue en ese momento cuando los condes de Angulema se apropiaron del feudo vizcondal. (El castillo de Verteuil fue el lugar donde François VI de La Rochefoucauld, escritor, aristócrata y militar, proyectó sus Maximes y sus Mémoires hacia 1650, ya que, después de la Fronda, había sido reenviado a sus tierras por Luis XIV).
Un La Rochefoucauld se endeudará para financiar una tropa que le acompañase en cruzada. Este documento se expone en la sala de archivos.
El rey Felipe el Hermoso hizo del señorío de La Rochefoucauld una baronía en 1299.
En 1308, el conde de Angulema, Guido I de Lusignan, morirá sin dejar descendientes directos. Había hecho un testamento a favor del rey de Inglaterra y eso hará que el rey Felipe el Hermoso confisque el condado de Angulema. Dejó el obispo de Angulema la elección de la solución para el feudo vizcondal del que era suzerano. El obispo, Foulques de La Rochefoucauld, que era tío de Gui VII de La Rochefoucauld, le eligiera para venderle el feudo vizcondal por 1400 libras en 1310.
Gui VII hizo la guerra en Flandes en 1317-1318 con el rey Felipe el largo.
En 1328, muerto el rey Carlos IV, el último de los Capetos directos, la realeza francesa pasó a su primo Felipe de Valois, Felipe VI, en contra de las pretensiones del rey inglés Eduardo III. Durante la Guerra de los Cien Años que resultó, los Larochefoucault elegirá permanecer fieles a los reyes de Francia. Gui VII luchará en Gascuña contra los ingleses con su hijo Aimeri, en 1338.
En 1344, Gui VII hizo su testamento. En 1350 Aimeri III de Larochefoucault hizo construir las dos torres de entrada.
En 1388 Gui VIII de Larochefoucault compró al obispo de Angolema el castillo de Montignac.
En 1453, Jean I de La Rochefoucauld construyó las tres torres en ángulo y sobreelevó el donjon. El 17 de julio, el rey Carlos VII se encontraba en el castillo de La Rochefoucauld, con su consejero y chamberlan, cuando se enteró a las diez de la noche de la victoria de sus tropas sobre las del condestable John Talbot, comandante de las tropas inglesas en la batalla de Castillon, una victoria que puso fin a la Guerra de los Cien Años.

### Edad Moderna
En 1467, Jean de La Rochefoucauld fue elegido para administrar los bienes del conde Angulema, Carlos de Orleans. Se convirtió, en 1468, en senescal del Perigord.
Francisco I de la Rochefoucauld fue, en 1494, el padrino de Francisco de Valois-Angulema, hijo del conde de Angulema y de Luisa de Saboya y le transmitió su nombre de bautismo. En 1515, este Francisco se convirtió en rey con el nombre de Francisco I. En reconocimiento, elevó las tierras de La Rochefoucauld en condado (y el Angoumois en ducado). Fue a partir de esta fecha que el hijo mayor de la familia lleva el nombre de Francisco.
Fue Francisco II de Rochefoucauld, compañero de Francisco I, quien construyó la mayor parte del castillo: dos corps de logis, las galerías superpuestas, la capilla y una gran escalera en espiral, que algunos dicen que pudo haber sido dibujada por Leonardo da Vinci. En realidad, esta escalera es el mismo diseño que la del château de Bonnivet en Poitou (château de Guillaume Gouffier de Bonnivet, consejero de Francisco I), destruido a principios del siglo XIX.
Caso único en Francia, las galerías están superpuestas en tres pisos según un modelo italiano (palacio Farnesio).
Los constructores de este castillo renacentista (pueden ser François II y su esposa Anne de Polignac) tendrán la idean de preservar los elementos del castillo anterior para afirmar la continuidad de la presencia señorial atestiguada por los edificios antiguos (especialmente el donjon y las torres); la disposición será estudiada para que el donjon siguiese siendo claramente visible tanto desde el exterior del castillo como desde el interior.
En el siglo XVI los La Rochefoucauld tenían más de un centenar de castillos donde residían puntualmente, pero dado que Francisco II había ordenado en 1533 a su futura viuda que se retirase al castillo de Verteuil, ese castillo deshabitado ya no sería utilizado más que para las grandes recepciones y eventos reales
En 1760 el ala del siglo XVII, que se había incendiado, fue reconstruida.

Partes renacentistas
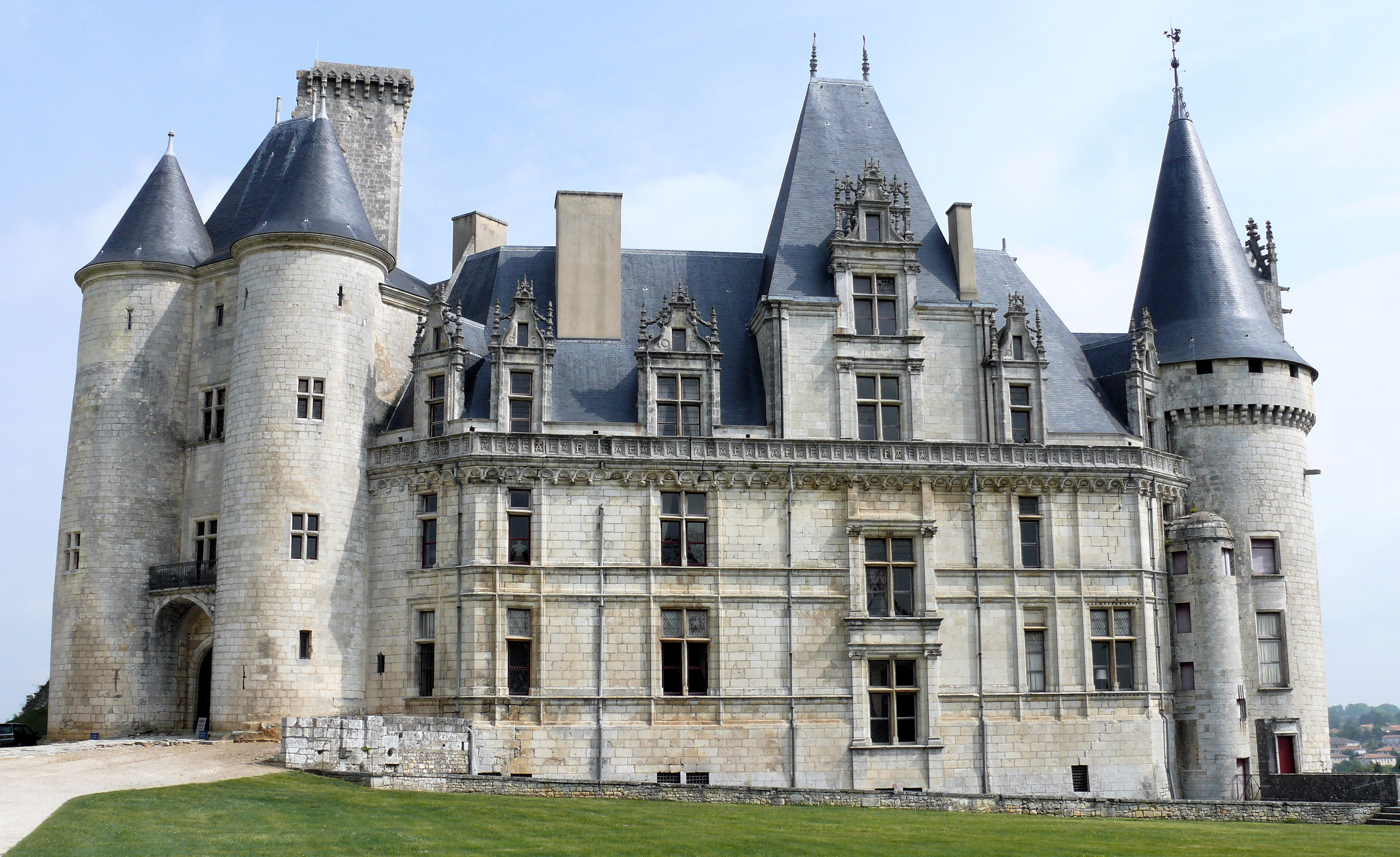
Ala Sur Renaissance, entre le châtelet et la tour des Archives. Presque au centre, la haute tour carrée dans laquelle se trouve l'escalier hélicoïdal
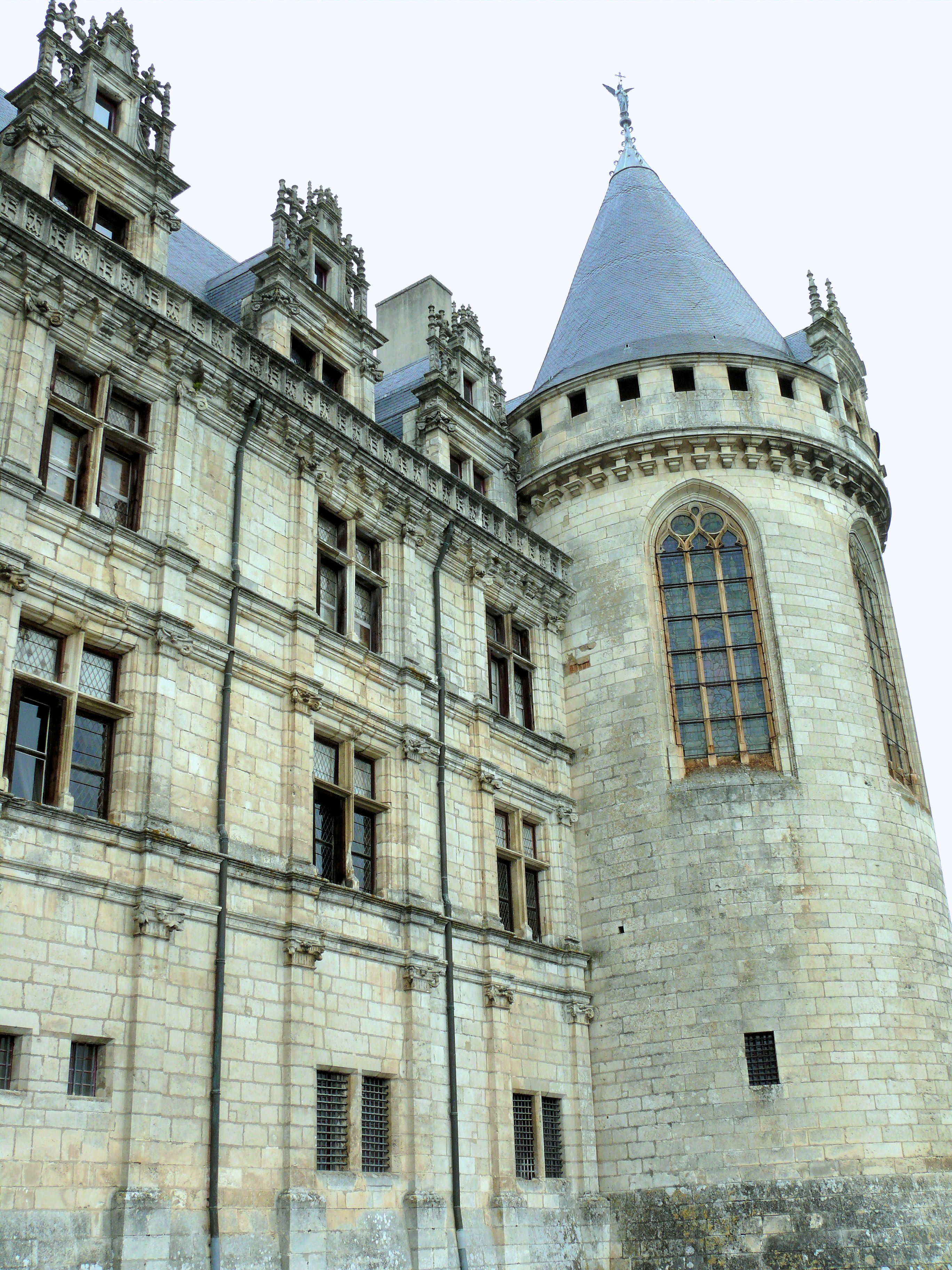
Ala Este del lado de la villa: fachada retomando las  disposiciones del château de Bonnivet y torre de la Capilla
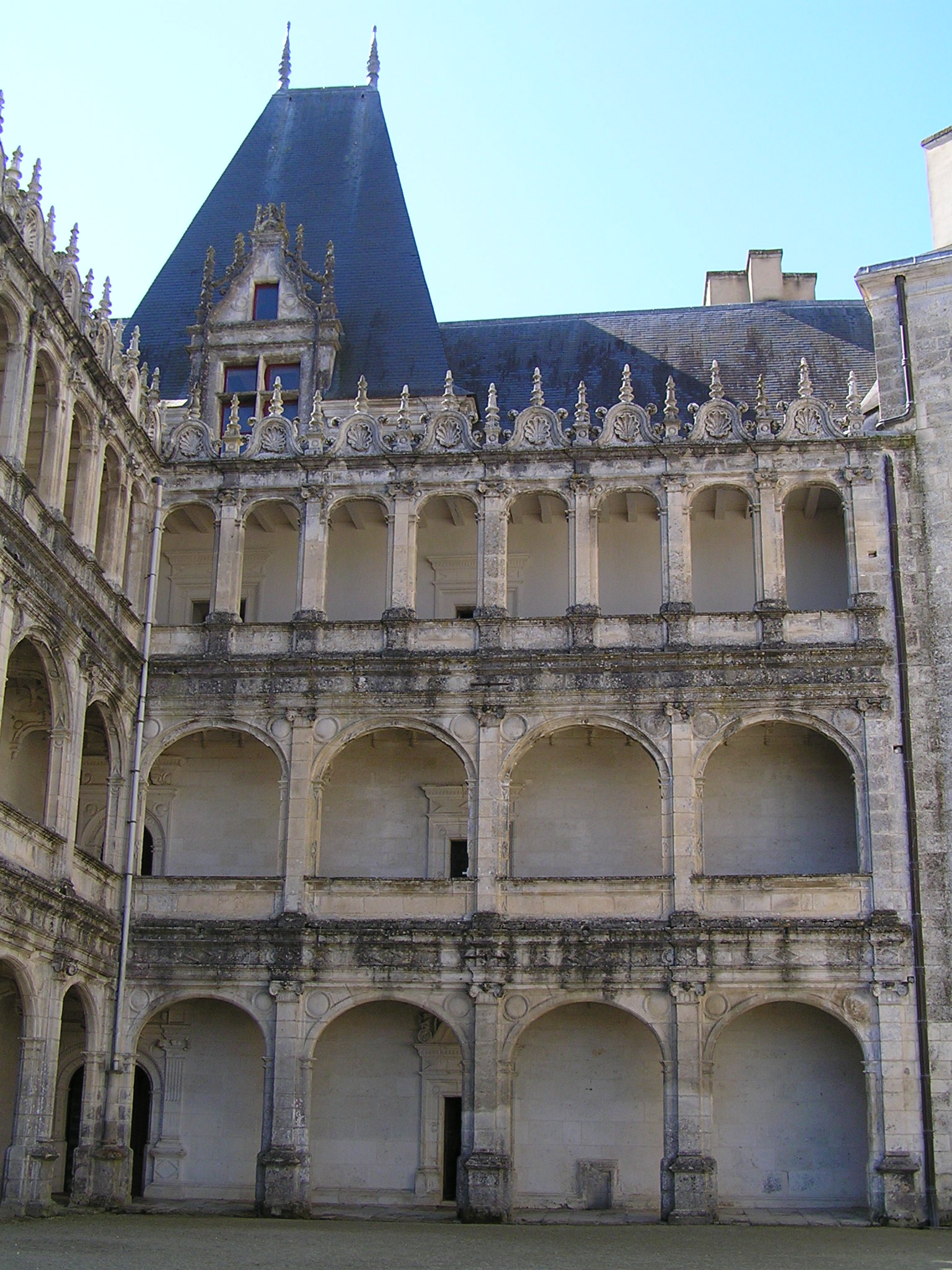
Arcadas del lado del patio

### Después de la revolución
Louis-Alexandre, duque de La Rochefoucauld fue asesinado en Gisors el 4 de septiembre de 1792 por revolucionarios y fue su primo François-Alexandre, duque de Liancourt, el que le sucedió. Mientras tanto los archivos del castillo fueron destruidos.
Profundamente liberal y humanista, François XII de La Rochefoucauld-Liancourt, 7.º duque de la Rochefoucauld (1747-1827), tuvo una acción política considerable (fue diputado): a raíz de los trabajos de Edward Jenner, introdujo en Francia la vacunación contra la viruela (enfermedad que hasta entonces podía ser mortal para los humanos), fundó la École des arts et métiers y la Caisse d'épargne (caja de ahorros, decreto de Luis XVIII fechado en 1818) y presidía un buen número de otras instituciones; murió a los 80 años en 1827. En 1765-1766, permitió al joven pintor y sobre todo dibujante y grabador lionés, Jean-Jacques de Boissieu (1736-1810), apodado «el Rembrandt francés», que le acompañase en su gran tour en Italia, lo que le valió visitar un pasaje Voltaire en Ferney.
Fueron transferidos en estos últimos años de los castillos de Liancourt y de Montmirail, otras propiedades familiares, su rica biblioteca (finales del siglo XVIII) de más de 20 000 volúmenes instalados en varias salas acondicionadas para este propósito, sobre estantes ofrecidos por la Caja de Ahorros, así como una correspondencia compuesta de alrededor de 10 000 piezas de archivos —incluyendo un buen número de copias de actas antiguas, realizadas en el siglo XVIII— y de 300 cartas y sellos.
A finales del siglo XIX, el aguafortista vendéano Octave de Rochebrune (1824-1900) había representado al menos dos aspectos del castillo: su de fachada con vistas al Tardoire y a la ciudad y las que tienen triples galerías renacentistas del patio interior.

### SigloXX
En 1909, a raíz de la prematura muerte de François XVII de La Rochefoucauld, su tumba de estilo renacentista, que tiene su busto en mármol blanco ceñido con un tondo en cerámica policroma, fue colocada en la capilla —un retrato pintado en pie, un tiempo trasladado desde el gran salón, ha sido después reemplazado— cuyo interior fue modificado: nuevas vidrieras, instalación de una tribuna, coro recubierto en cerámica vitrificada que tiene inscrita, sobre una banderola, la divisa familiar: «C'est mon plaisir», y las iniciales del niño desaparecido. Y donde luego será enterrado su padre, Francois XVI (1853-1925), 11.º duque y su madre Matti-Elizabeth Mitchell (1866-1933), casada desde 1892; el título será transmitido al hermano del duque, que había adoptado a su sobrino, el futuro 131.º duque (1887-1970).
Varias cartas postales de la colección Braun muestran la capilla y algunas habitaciones amuebladas, pero la sucesión cargada de deudas de la duquesa, que no había vivido allí más que dos años, entrañó la venta de su mobiliario, algunos de cuyos elementos se supone provendrían del conde y después príncipe Orlov (1787-1862) y que fueron adquiridas por Alphonse y Raymond Réthoré para su proyecto de castillo de la Mercerie, cerca de Villebois-Lavalette llevado a cabo en 1939-1970, y cuyo mobiliario mismo fue subastado en el propio castillo en 1987. 
El castillo, vacío, permaneció deshabitado durante muchos años. En la Segunda Guerra Mundial servirá como almacén de archivos y luego, liberado por las tropas de ocupación, mostrará un preocupante estado de deterioro que no hizo si no empeoraren los siguientes 40 años.

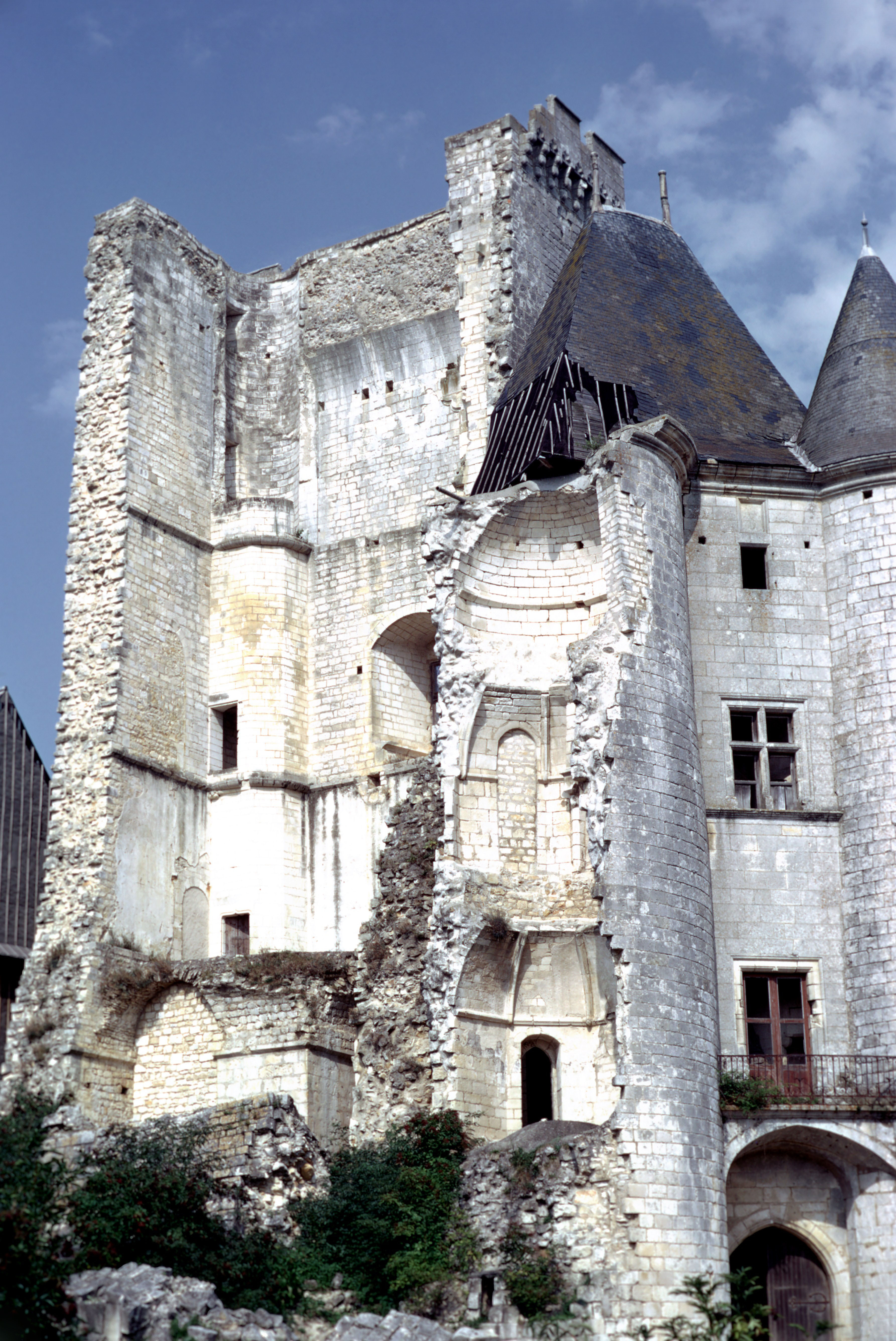
El donjon derrumbado (en 1973)

El 28 de enero de 1960 la parte occidental del donjon se derrumbó, por dos razones: una inspección del castillo demostró que toda la parte sur deslizaba sobre la roca, y este antiguo edificio apenas tuvo mantenimiento. La crecida de 1962 mostrará la importancia de la circulación de las aguas subterráneas; varias exploraciones espeleológicas permitieron identificar importantes cavidades kársticas que podían poner en peligro la solidez del edificio.
Aprovechando el paso de Charles de Gaulle, presidente de la República, en La Rochefoucauld el 12 de junio de 1963, la municipalidad y los representantes del Departamento solicitaron su intervención para consolidar los cimientos del castillo, y obtuvieron de él a su marcha un acuerdo de principio, con estas palabras: «Je n'oublierai pas votre château» [No olvidaré vuestro castillo]; solicitó efectivamente a André Malraux, ministro de Asuntos culturales, llevar a cabo estudios, sobre todo del estado del terreno que soportaba los cimientos, elemento que condicionaría la posible intervención financiera del Estado.
Fueron necesarios varios años de trabajo para estabilizar las cavidades cársticas situadas bajo del castillo; continuaron con las partes elevadas, pero la restauración del donjon por desgracia no se pudo llevar a cabo en esas fechas; fue la oportunidad para los propietarios para solicitar el arquitecto Ieoh Ming Pei «un projet d'inspiration très contemporaine».
Tras la venta en 1993 por el 14.º duque de La Rochefoucauld (muerto en La Rochefoucauld en 2011) del château de Montmirail, los muebles, muchas pinturas (en su mayoría retratos de la familia), libros y varios recuerdos familiares que se encontraban allí fueron instalados en La Rochefoucauld, que fue objeto desde 1990 de una profunda restauración bajo la dirección de su segunda esposa y viuda, Sonia Marie Matossian, para su hijo.
En 2013, después de más de un millar de años de ocupación, el castillo sigue perteneciendo a los La Rochefoucauld en la persona de Francisco XIX, 15.º duque, que heredó el castillo en 1972 de su abuelo.

Interiores del castillo
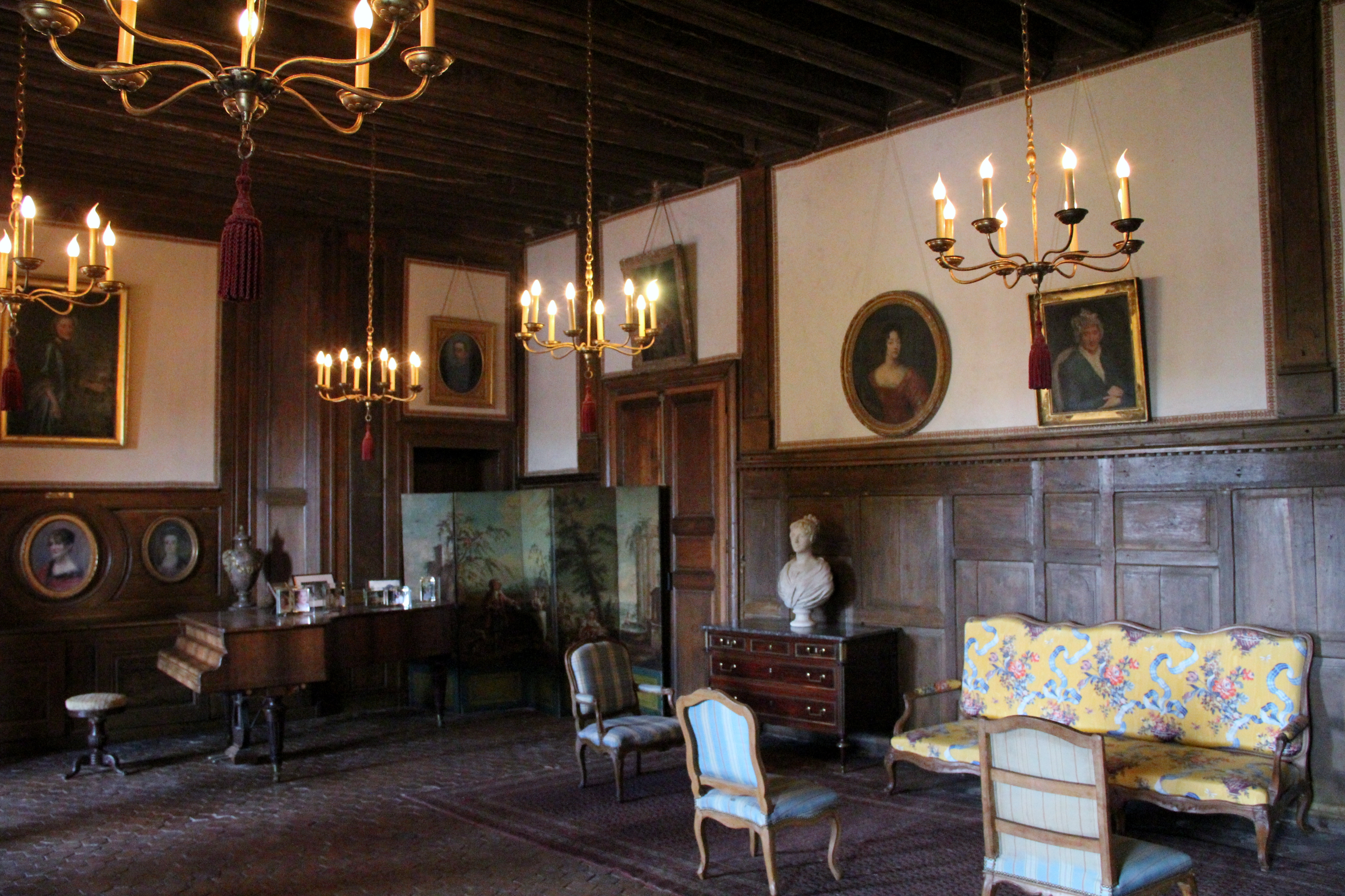
El salón
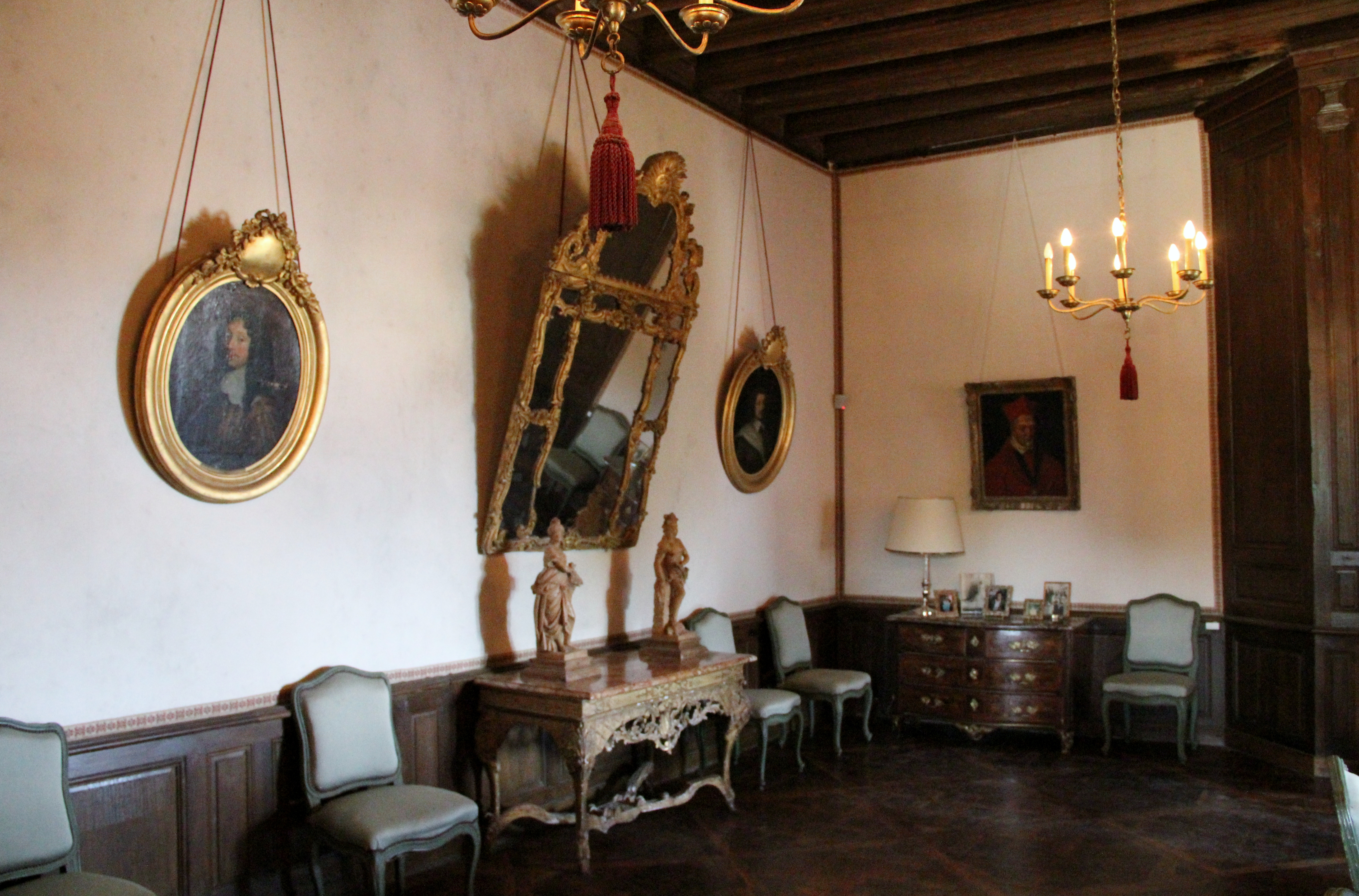
Espejo Luis XIV
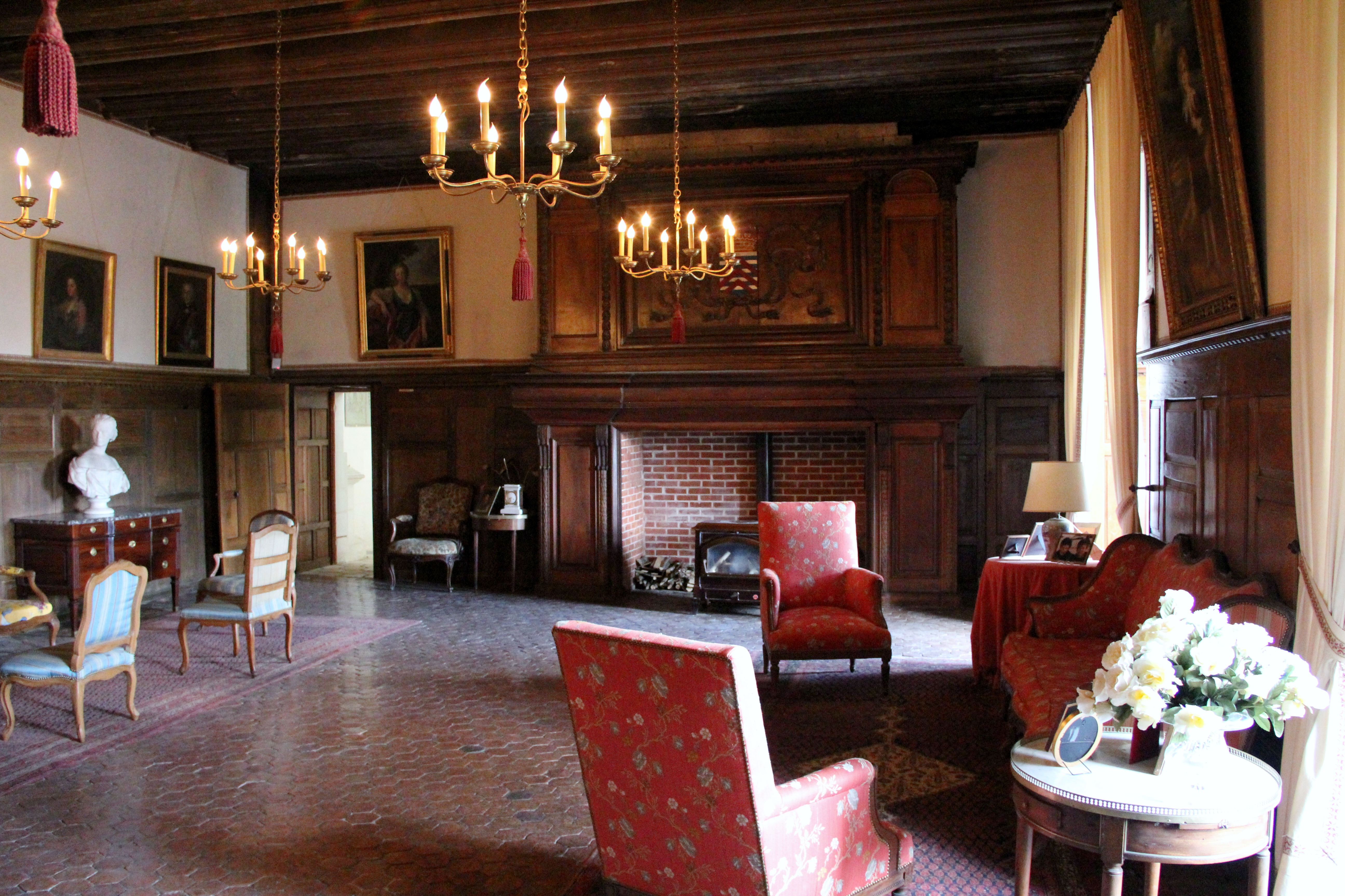
Salón y chimenea
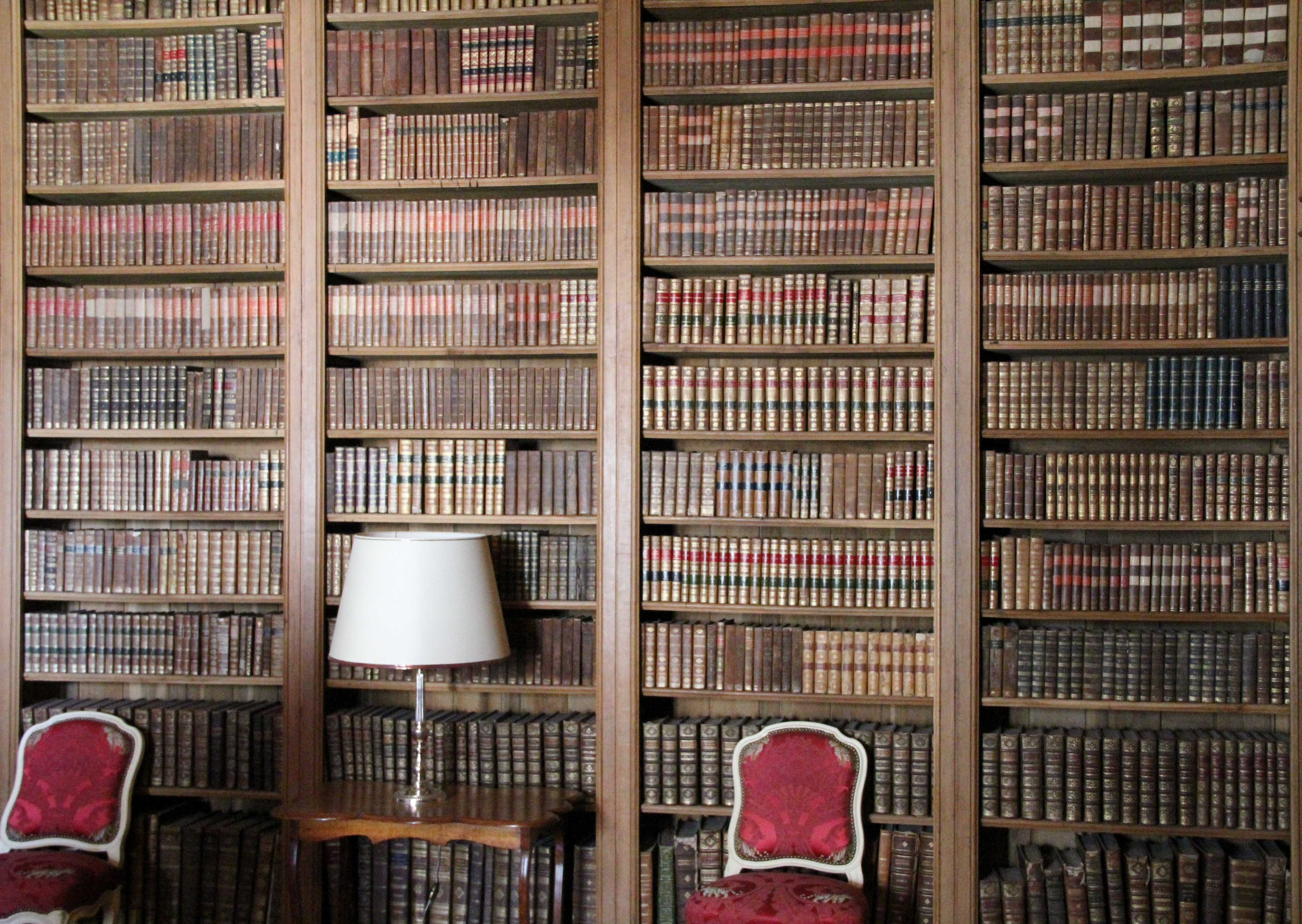
La biblioteca
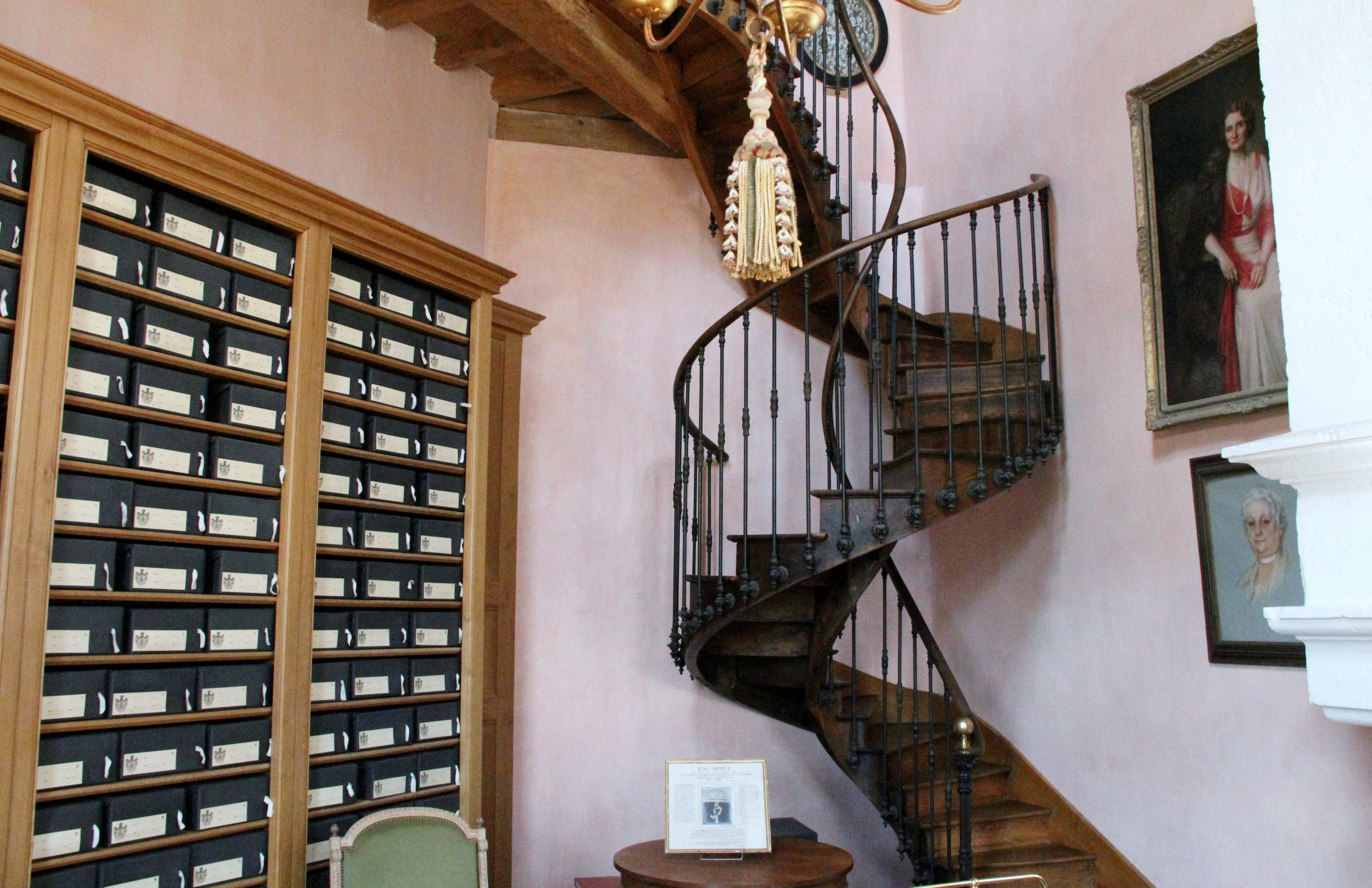
Sala de los archivos

### Leyenda
Según la leyenda, el castillo estaría poseído por el espíritu del hada Melusina, que se habría arrojado desde lo alto de la torre, o por las almas de los fundadores de la familia.

## Arquitectura

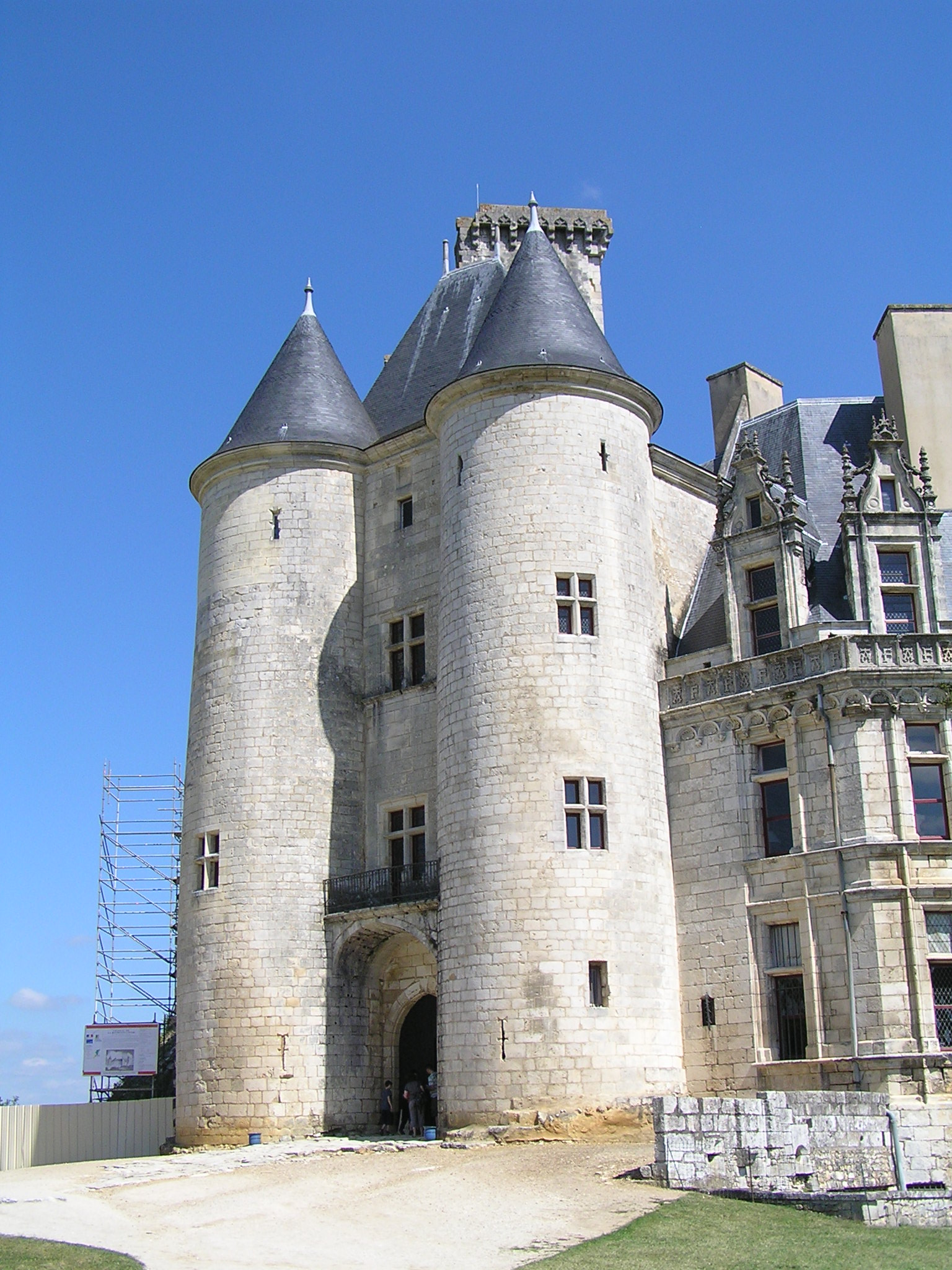
Châtelet de entrada

Este es el castillo más imponente del departamento de Charente y una de las joyas de la arquitectura renacentista francesa.
La familia de La Rochefoucauld ha conservado el donjon durante todos los períodos de ampliación y reconstrucción del castillo como un testimonio de la antigüedad de su Casa.

### Castillo románico
- el antiguo donjon románico es la parte más antigua, construida en los primeros 16 metros, por Foucauld I, hacia 1030. Las otras partes del castillo seguramente estaban construidas en madera. Su lado oeste se derrumbó en 1960; el proyecto de reconstrucción no ha sido concluido.

### Castillo de los siglosXIVyXV
- la entrada se hace por un pequeño châtelet con sus dos torres, construido alrededor de 1350;
- las otras torres —las tres torres en las esquinas y las torres intermedias— son de mediados del siglo XV y están rematadas con matacanes y de altos poivrières (pequeñas atalayas rematadas con cubiertas cónivas);
- el donjon fue sobreelevado en el mismo periodo que las torres, por lo que siguió dominando el castillo. Está provisto de matacanes techados;

### Castillo renacentista
- los dos corps de logis son de pisos y presentan en la cubierta ventanas con frontones muy trabajados formando un encaje de piedra;
- hay una profusión de esculturas, pero de estilo elegante del primer Renacimiento;
- las molduras del ala sur son todavía góticas, mientras que alrededor del patio, de las alas este y sur presentan una decoración de pórticos y de arcadas en tres niveles a la italiana (caso único en Francia)
- la capilla está abovedada con ojivas y su puerta está enmarcada por columnas acanaladas con capiteles corintio;
- la obra maestra del castillo es la escalera: en una torre cuadrada situada en el ala sur, el maestro de obra ha completado una escalera helicoidal continua sin rellano.

Partes renacentistas
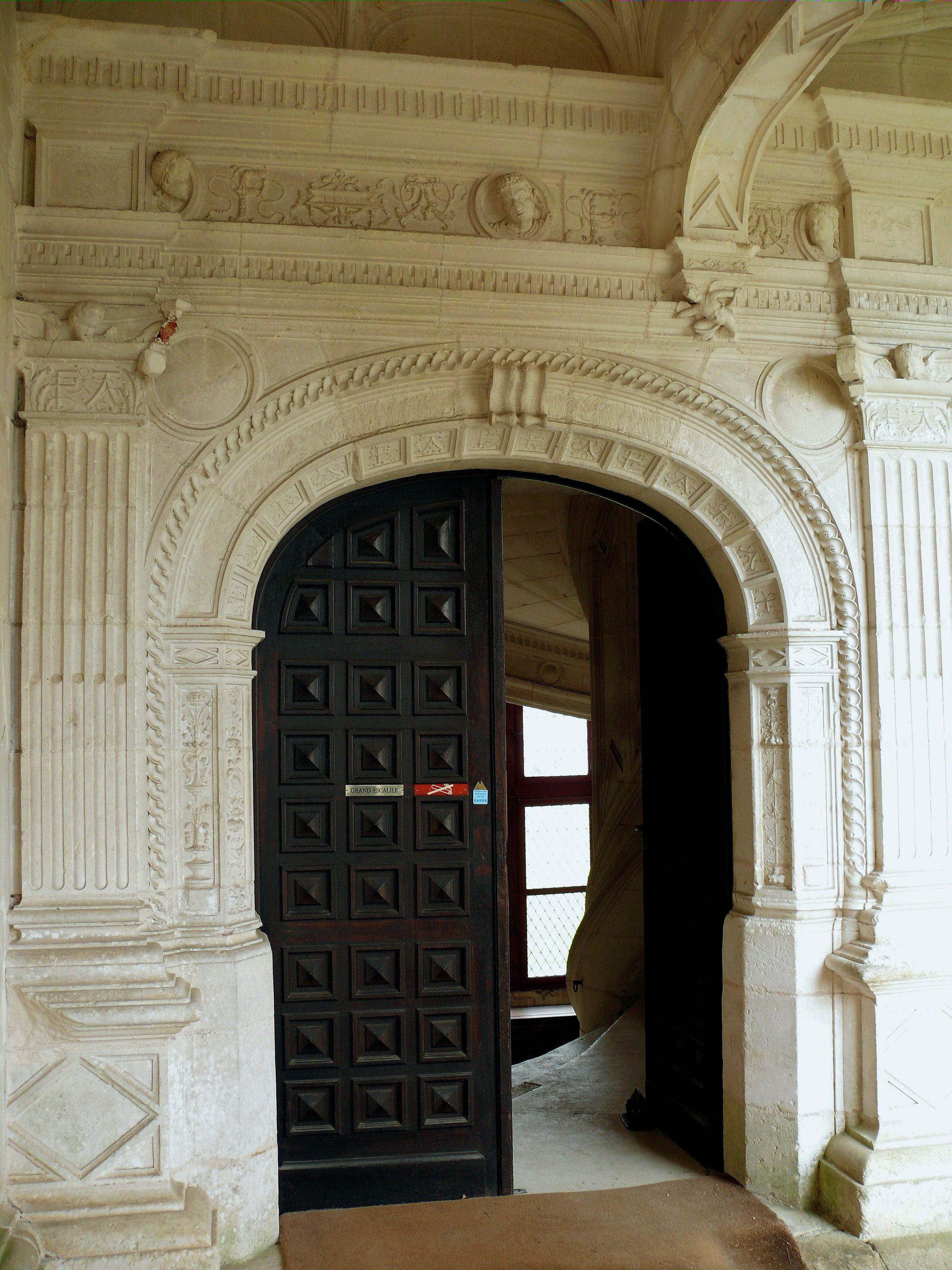
Puerta sobre el patio dando acceso a lagran escalera
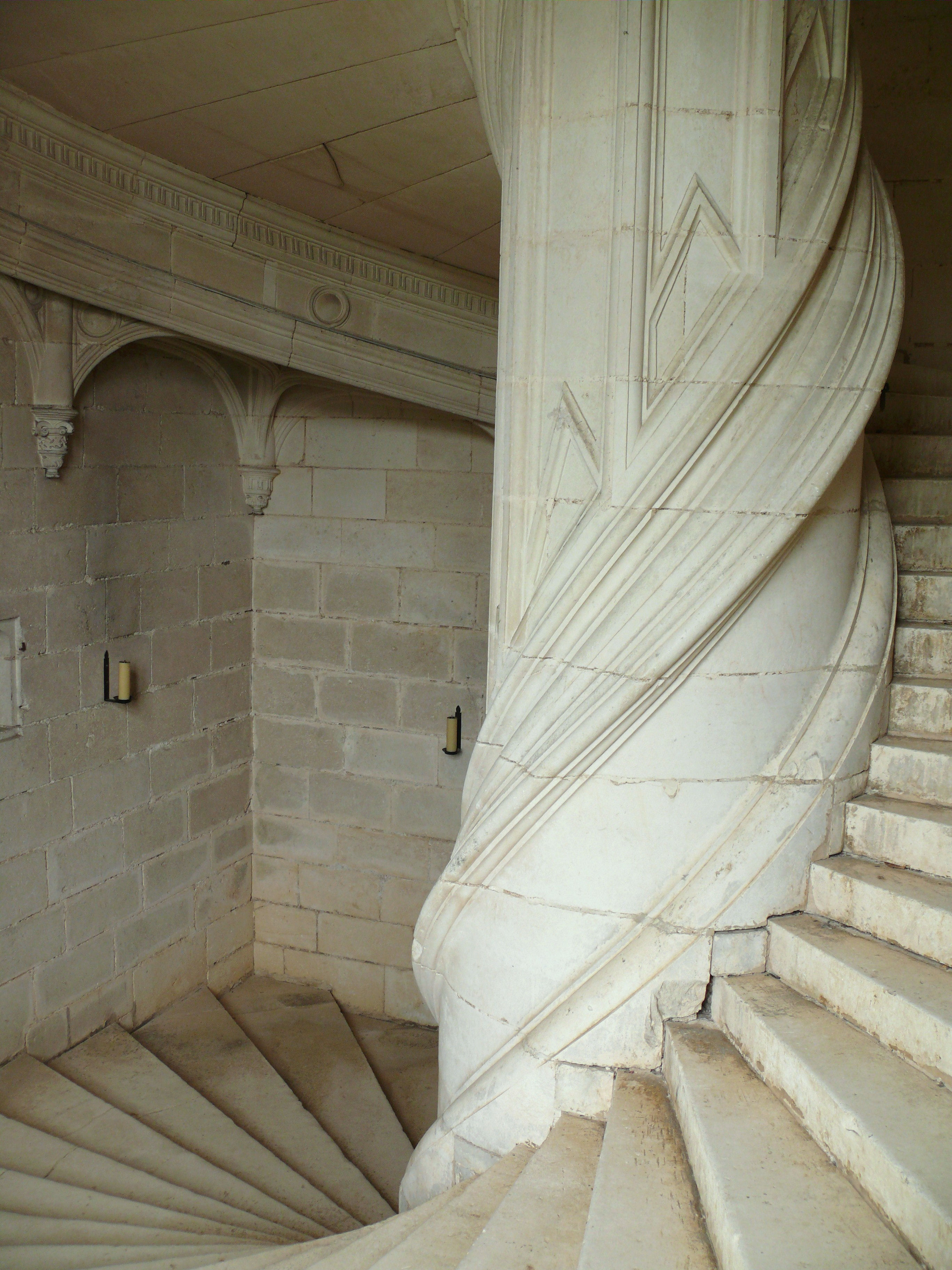
Escalera: nudo central
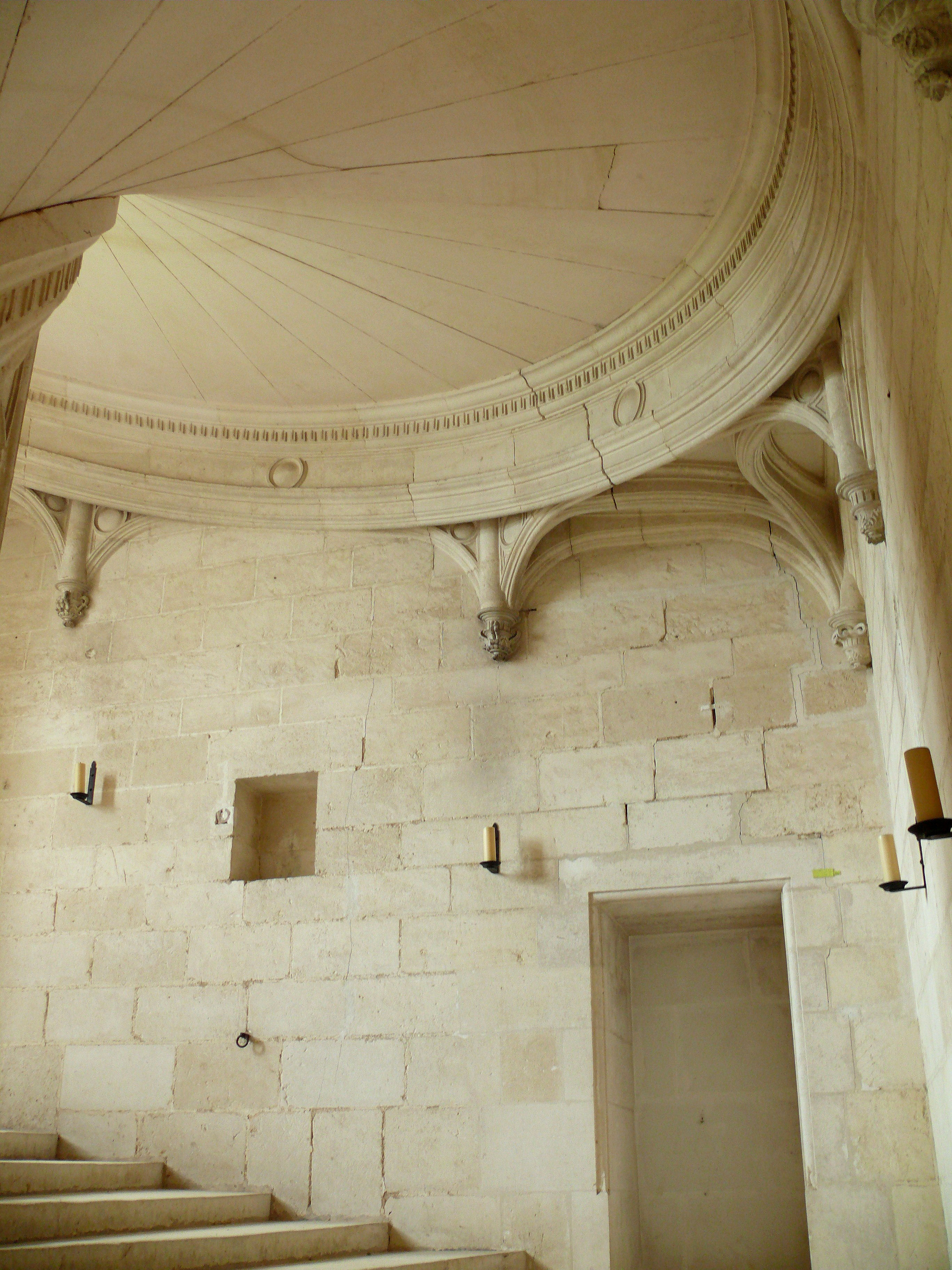
Ala Sur: Escalier où est inscrit un escalier hélicoïdal dans une tour à base carrée
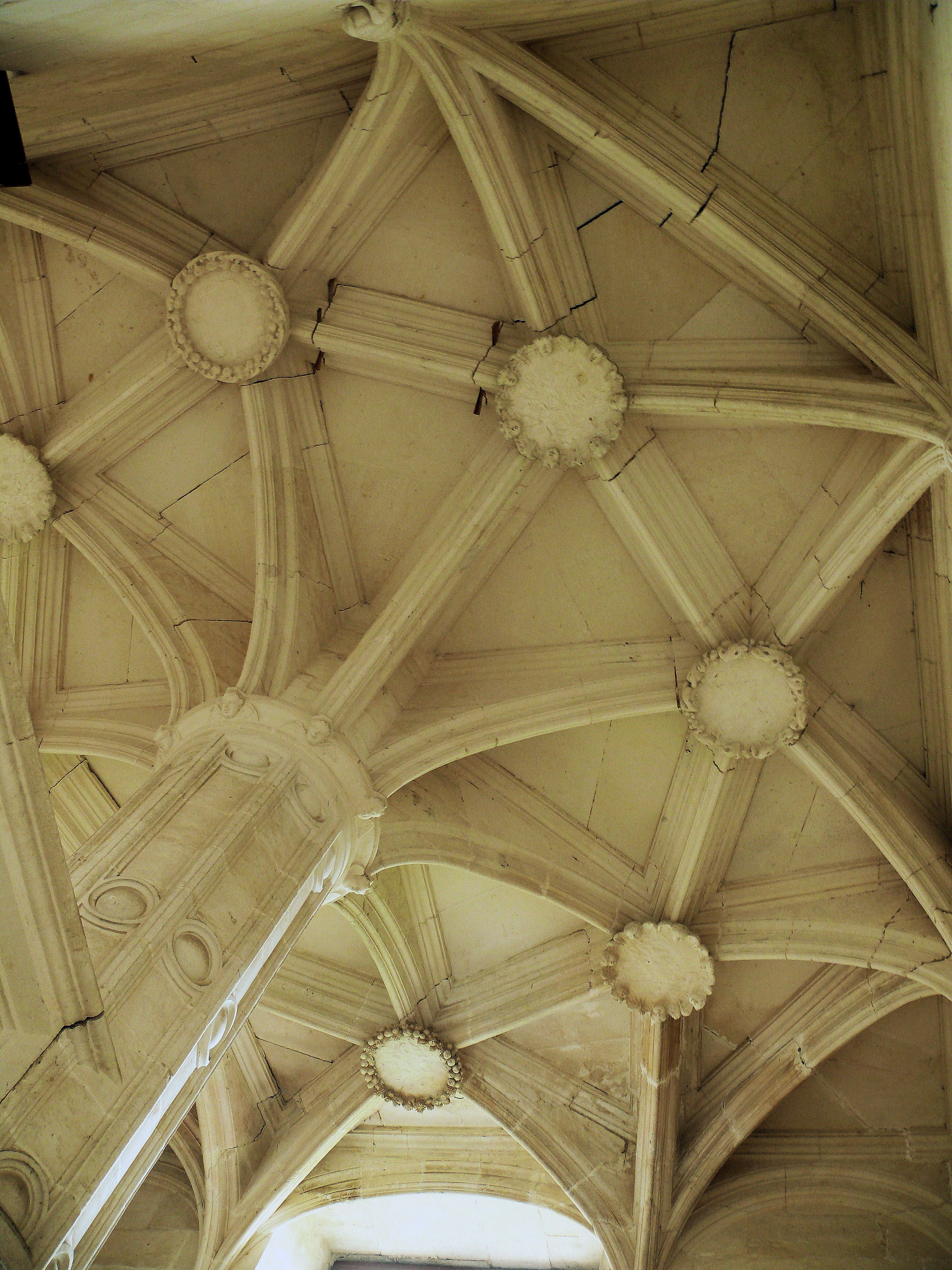
Ala Sur: bóveda de la escalera
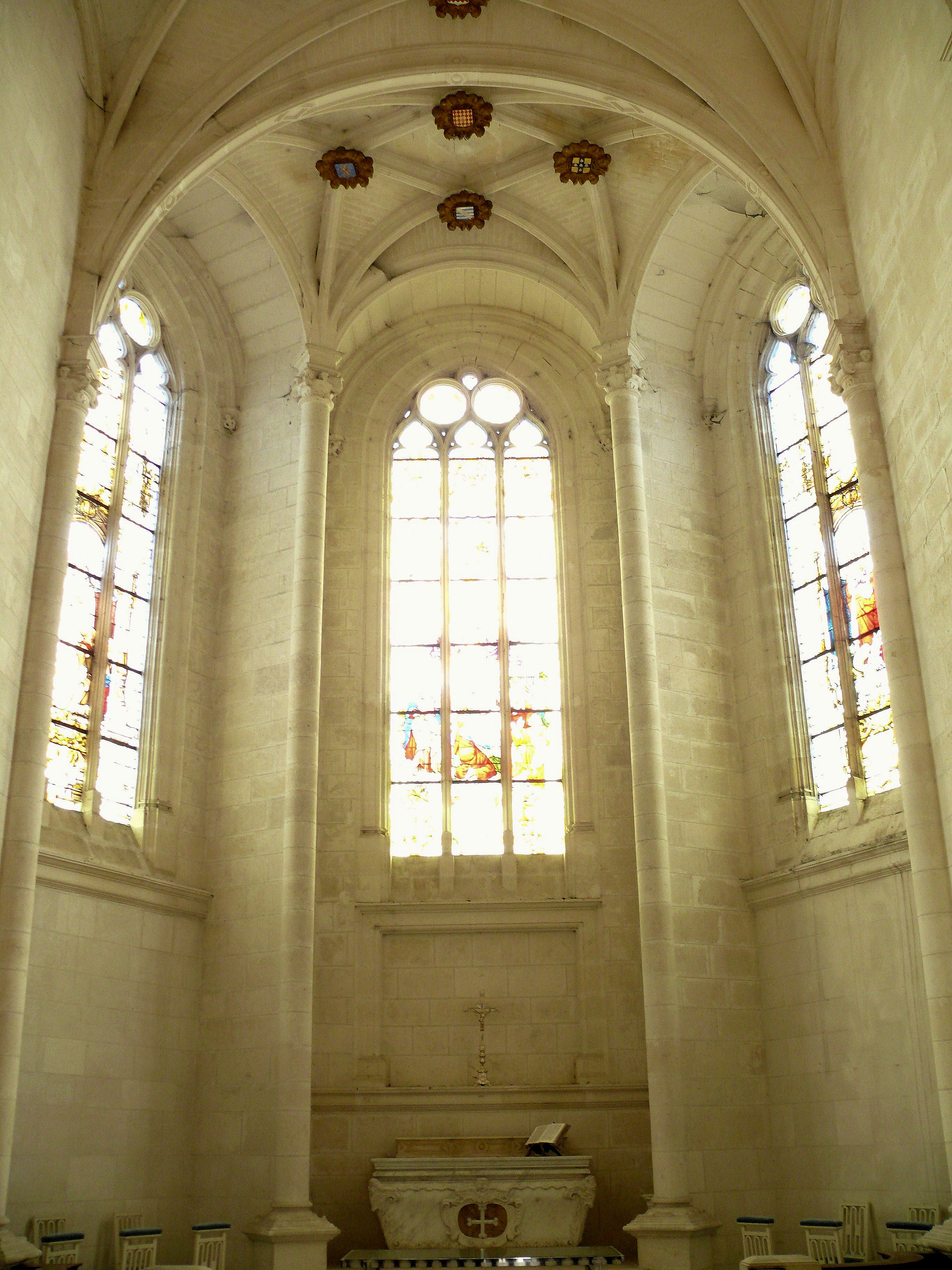
Chapelle dans la tour de l'aile Est. Les clés de voûtes portent les blasons des familles apparentées aux La Rochefoucauld
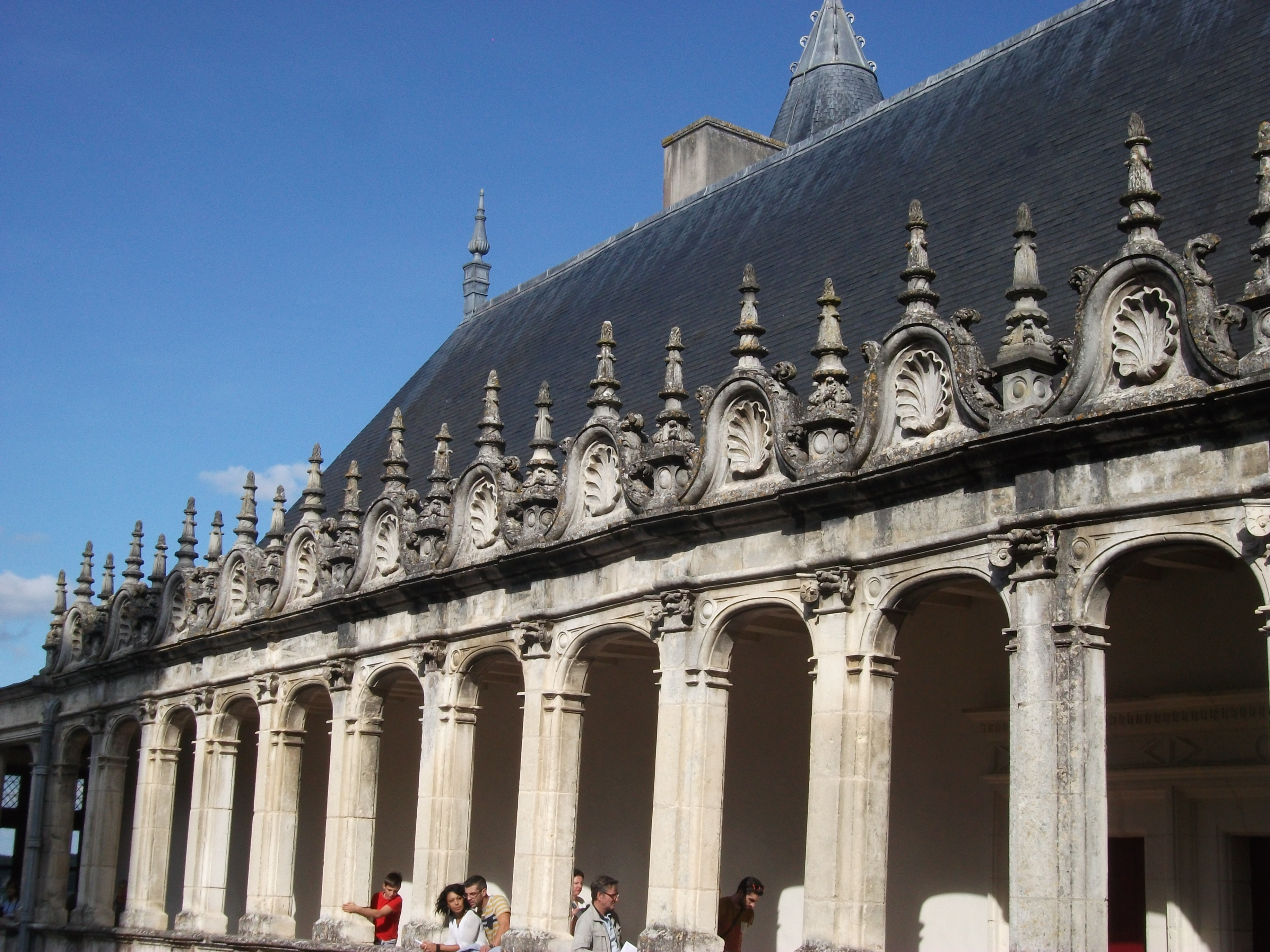
Coronación de las galerías

### Ala delsigloXVIII
En 1615, parte del castillo medieval fue demolido. El patio fue abierto al norte.
En 1636, François V de La Rochefoucauld encargó al arquitecto Guillaume Cazier de Angulema reconstruir el ala oeste contra el donjon. El duque mismo había dibujado la planta, con dos cámaras inferiores y dos cámaras superiores. Este duque hizo emprender al maestro albañil Jean Cazier, sobrino del arquitecto, los trabajo de pavimentación de la muralla del lado de la villa.
Reconstrucción en 1760 del ala del siglo XVII que había sido construida por François V y destruida por un incendio.

Ala del
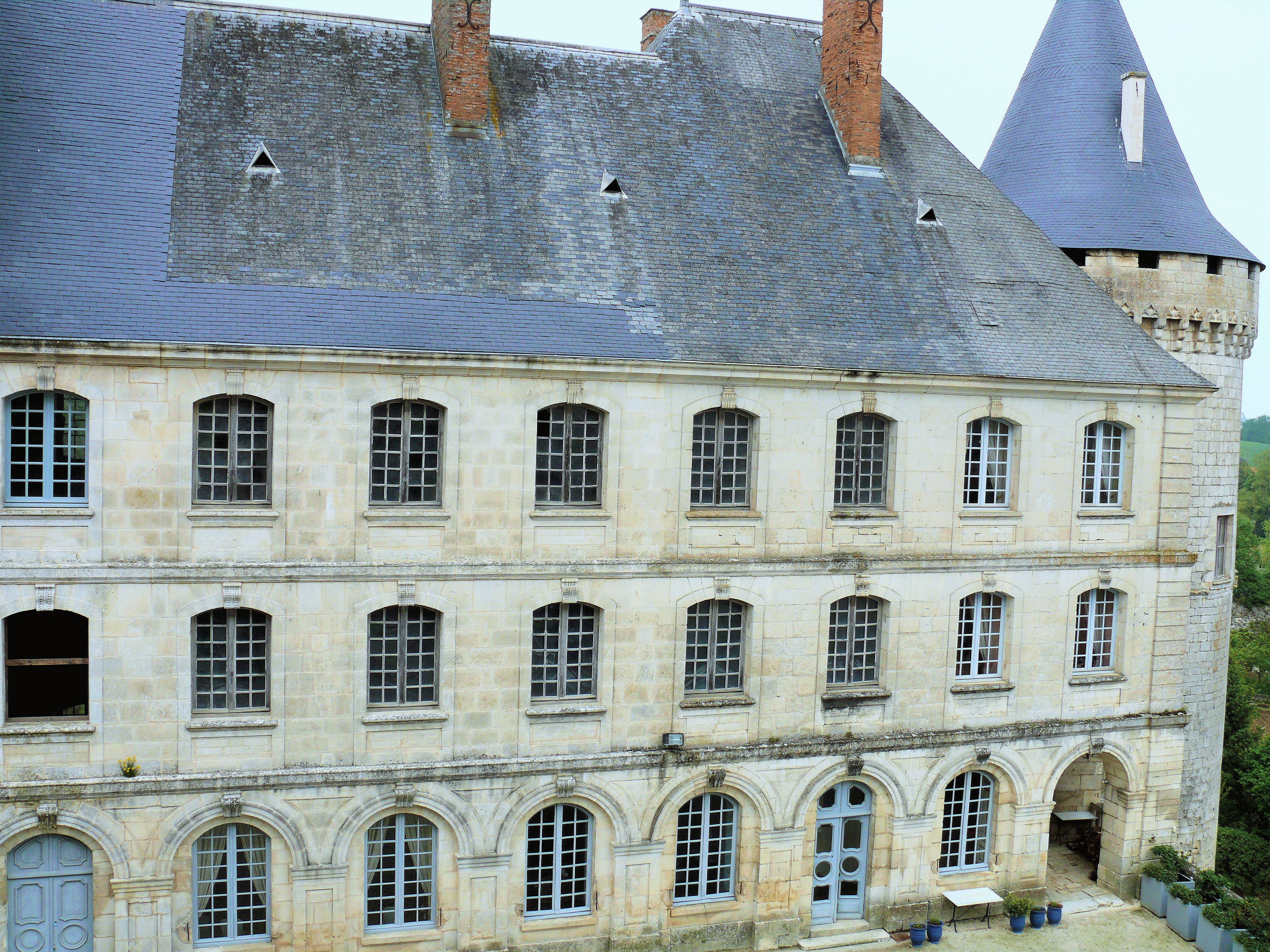
Ala del siglo XVIII
- Ala del siglo XVIII, lado del patio
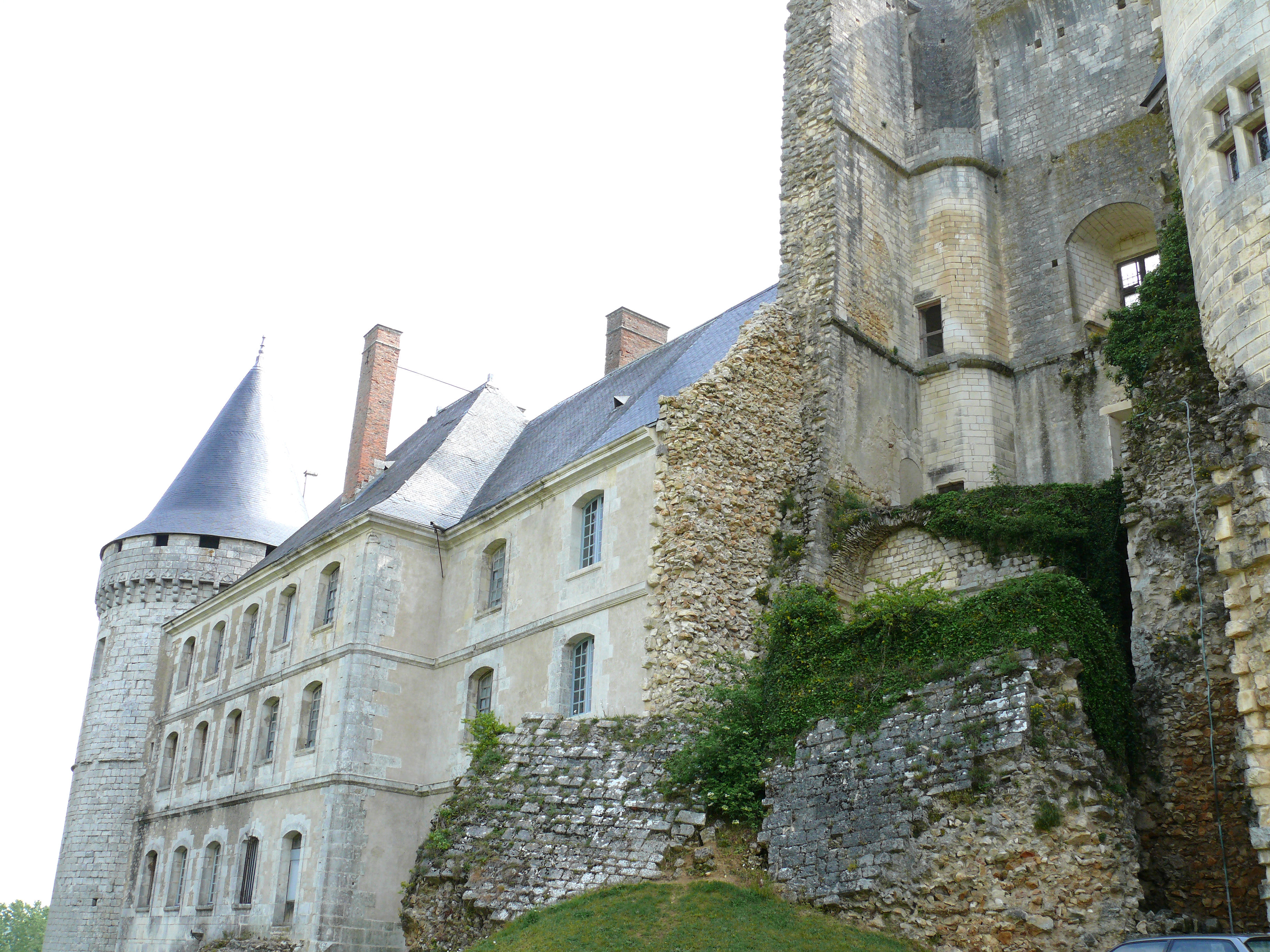
Ala del siglo XVIII, en el lado del donjon que se desplomó parcialmente en en 1960
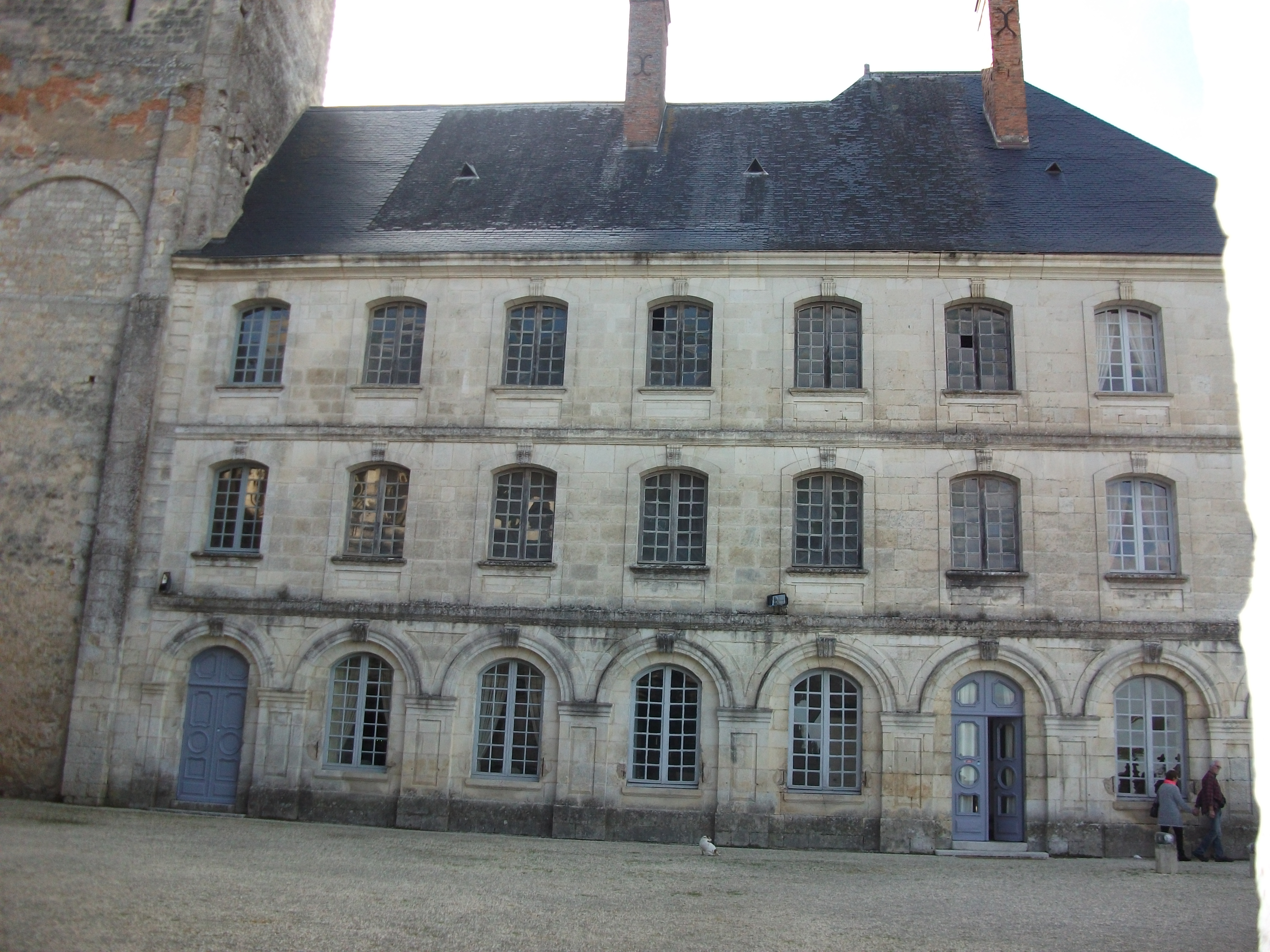
Fachada al patio

### Fuente italiana

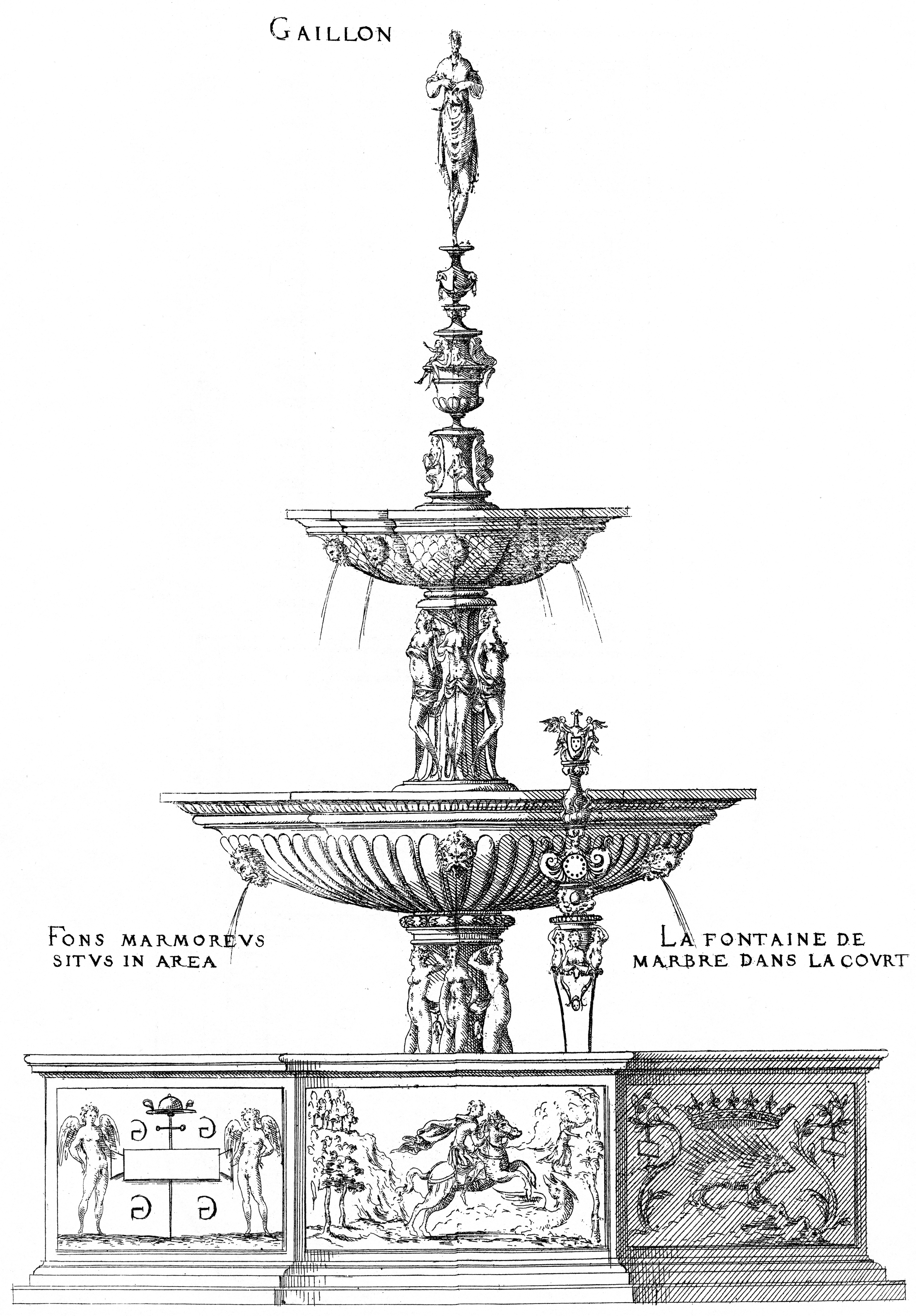
Fuente en mármol de Carrara del castillo de Gaillon

El gran vaso (de 4 m de diámetro) colocado sobre una base que está colocado en la explanada sur del castillo, era el elemento constituyente de la fuente monumental de mármol de Carrara tallada y que había sido enviada desde Italia en 1509 para engalanar el patio de honor del castillo de Gaillon (Eure). Ese castillo era propiedad desde 1262 de los arzobispos de Ruan, incluyendo al cardenal Georges d'Amboise, que había hecho de él un "palacio italiano" entre 1506-1509 y el primer castillo renacentista francés. La fuente, que estaba en mal estado de mantenimiento, fue desmantelada por orden del cardenal de Saulx-Tavannes (promovido el 18 de diciembre de 1733). El último arzobispo y primado de Normandía (25 de abril de 1759) residente siendo cardenal de La Rochefoucauld, la cuenca y su base fueron transportados al château de Liancourt (destruido), que pertenecía a esta familia, y finalmente fue colocada aquí.